# Yoshiyuki Takemoto
Yoshiyuki Takemoto (竹元 義幸 Takemoto Yoshiyuki?, nacido el 3 de octubre de 1973 en Kanagawa) es un exfutbolista japonés. Jugaba de delantero y su último club fue el Sagan Tosu de Japón.

## Trayectoria

### Clubes
| Club           | País  | Año         |
| -------------- | ----- | ----------- |
| NKK            | Japón | 1993        |
| Avispa Fukuoka | Japón | 1994 - 1997 |
| Tokyo Gas      | Japón | 1996        |
| Fukushima FC   | Japón | 1997        |
| Mito HollyHock | Japón | 1998        |
| Sagan Tosu     | Japón | 1999 - 2002 |